# Lylat Wars
Lylat Wars is een On Rail Shooter-spel voor de Nintendo 64, dat in Amerika en Japan bekendstaat als Star Fox 64 (スターフォックス64, Sutā Fokkusu Rokujūyon). Het kwam op 27 april 1997 op de markt in Japan, op 1 juli 1997 in Noord-Amerika en op 20 oktober 1997 in Europa en Australië. Later werd de game nog uitgebracht op de Nintendo iQue op 21 november 2003 in China. Op 20 april 2007 werd de game gelanceerd op de Virtual Console in Europa. Dit spel was het eerste N64-spel dat van het Rumble Pak gebruikmaakte.

## Gameplay
De speler bestuurt de Arwing van Fox McCloud, die samen met de drie andere leden van Star Fox (Falco, Slippy en Peppy) door de levels heen vliegt. In de meeste levels is het spel een on-rail shooter, dat betekent dat het beeld vanzelf vooruit gaat. Slechts in de free roaming levels kan de speler echt kiezen waar hij of zij naartoe gaat. De speler kan schieten met de gewone laser of met een lock-on laser die geactiveerd kan worden door op de A-knop te blijven drukken. Ook kan men de B-Bomb gebruiken, door op de B-knop te drukken. Door de linker c-knop in te drukken wordt de boost gebruikt en de onderste c-knop wordt gebruikt om te remmen, als de c-knoppen gecombineerd worden met de analoge stick kunnen salto's worden gemaakt. In sommige levels kan Fox gebruikmaken van een tank (de Landmaster) of een duikboot.

## Verhaal
De gebeurtenissen in het spel spelen zich af tijdens de Lylat Wars. Op een van de buitenste planeten van het Lylat System, Venom, is vijandige activiteit ontdekt. Corneria stuurt een patrouille om uit te zoeken wat er aan de hand is. Deze patrouille staat bekend als de Star Fox en bestaat uit James McCloud, Pigma Dengar en Peppy Hare. Eenmaal op Venom aangekomen verraadt Pigma zijn twee teamleden waardoor Peppy en James gevangen worden genomen door de vijandelijke leider Andross. Peppy kan zich nog net op tijd uit de voet maken, maar voor James is het te laat. Hij geraakt niet weg van Venom. Peppy keert terug naar Corneria om de zoon van James, Fox McCloud, het vreselijke nieuws te vertellen.
Enige tijd daarna lanceert Andross een aanval op het Lylat System, een nieuw Star Fox team wordt opgericht, bestaande uit Fox McCloud, Falco Lombardi, Peppy Hare en Slippy Toad. Zij gaan uitzoeken wat er juist aan de hand is. Ze komen op verschillende plekken in het Lylat System zoals het Asteroid Fields en Sector Z. Op weg naar Venom, komt Star Fox verschillende keren hun rivalen tegen, Star Wolf. Star Wolf bestaat uit Wolf O'Donnell, de verrader Pigma Dengar, Leon Powalski en Andrew Oikonny. Star Fox bereikt naar vele omzwervingen Venom en verslaan daar Andross. Na de terugkeer naar Corneria vraagt generaal Pepper aan de leden van het team om soldaten te worden van het leger van Corneria, maar ze laten de aanbieding schieten.

## Levels
- Corneria
- Meteo
- Fortuna
- Sector X
- Titania
- Bolse
- Katina
- Solar

- Macbeth
- Sector Y
- Aquas
- Zoness
- Sector Z
- Area 6
- Venom
- Venom 2

## Multiplayer
Lylat Wars bevat een 2 tot 4 spelers multiplayer optie waarbij de spelers in Corneria of Sector Z op elkaar kunnen schieten. In het begin is alleen de Arwing beschikbaar, maar na het behalen van medailles kan de Landmaster worden vrijgespeeld. Ook kan men de personages te voet laten bewegen na het behalen van bepaalde medailles. In de multiplayer modus krijgt alleen de laatste speler een B-Bomb, ook is het niet mogelijk om up te graden naar de hyper-laser.

## Trivia
- Het spel is opgenomen in het boek 1001 Video Games You Must Play Before You Die van Tony Mott.